# يوجي ماكي
يوجي ماكي (باليابانية: 牧 悠二) (21 أكتوبر 1982 في أوساكا في اليابان – )؛ هو لاعب كرة قدم سابق كان يلعب كمهاجم.